# Smolno (województwo wielkopolskie)
Smolno – osada leśna w Polsce położona w województwie wielkopolskim, w powiecie kościańskim, w gminie Śmigiel. Smolno leży na wschód od Bronikowa na skraju kompleksu leśnego. Wchodzi w skład sołectwa Bronikowo.
Smolno zostało założone przed 1793. Było folwarkiem podlegającym pod Radomicko i należało do pruskiego powiatu kościańskiego.
W okresie Wielkiego Księstwa Poznańskiego (1815-1848) miejscowość wzmiankowana jako Smolno należała do wsi mniejszych w ówczesnym pruskim powiecie kościańskim rejencji poznańskiej. Smolno należało do okręgu śmigielskiego tego powiatu i stanowiło część majątku Radomicko, który należał wówczas do księżnej Joanny Katarzyny Acerenza Pignatelli. Według spisu urzędowego z 1837 roku Smolno liczyło 27 mieszkańców, którzy zamieszkiwali trzy dymy (domostwa).
Pod koniec XIX Smolno należało do parafii w Radomicku i liczyło tylko 1 dom i 16 mieszkańców. W latach 1975–1998 osada należała administracyjnie do województwa leszczyńskiego.